# Fontaines protégées aux monuments historiques en Bretagne
Cet article dresse la liste des fontaines protégées au titre des monuments historiques dans la région de Bretagne.
| Nom                                                                 | Commune                 | Département   | identifiant Mérimée   | Statut                                          | date de protection | coordonnées géographiques   | image |
| ------------------------------------------------------------------- | ----------------------- | ------------- | --------------------- | ----------------------------------------------- | ------------------ | --------------------------- | ----- |
| fontaine des Cinq-Plaies                                            | Lannion                 | Côtes-d'Armor | PA00089286            | monument historique inscrit                     | 1927-12-22         | 48° 44′ 44″ N, 3° 29′ 12″ O |       |
| fontaine de la Plomée                                               | Guingamp                | Côtes-d'Armor | PA00089180            | monument historique classé                      | 1902-07-25         | 48° 33′ 43″ N, 3° 09′ 07″ O |       |
| fontaine Saint-Jean de Plouaret                                     | Plouaret                | Côtes-d'Armor | PA00089454            | monument historique inscrit                     | 1926-01-20         | 48° 35′ 52″ N, 3° 28′ 27″ O |       |
| fontaine Yves-Le-Trocquer                                           | Pontrieux               | Côtes-d'Armor | PA00089539            | monument historique inscrit                     | 1964-02-06         | 48° 41′ 51″ N, 3° 09′ 34″ O |       |
| fontaines dites du Coq, de la Vierge et des Sept Saints de Bretagne | Bulat-Pestivien         | Côtes-d'Armor | PA00089045            | monument historique classé                      | 1913-09-10         | 48° 25′ 42″ N, 3° 20′ 02″ O |       |
| fontaine Saint-Maur                                                 | Calanhel                | Côtes-d'Armor | PA00089046            | monument historique classé                      | 1927-04-20         | 48° 27′ 16″ N, 3° 28′ 56″ O |       |
| calvaire-fontaine de Plésidy                                        | Plésidy                 | Côtes-d'Armor | PA00089418            | monument historique inscrit                     | 1964-02-11         | 48° 26′ 47″ N, 3° 07′ 14″ O |       |
| fontaine Saint-Sylvestre                                            | Plouzélambre            | Côtes-d'Armor | PA00089523            | monument historique classé                      | 1930-11-24         | 48° 38′ 44″ N, 3° 32′ 35″ O |       |
| fontaine de Notre-Dame de la Porte                                  | Quintin                 | Côtes-d'Armor | PA00089557            | monument historique classé                      | 1913-03-18         | 48° 24′ 12″ N, 2° 54′ 33″ O |       |
| fontaine des Carmes de Quintin                                      | Quintin                 | Côtes-d'Armor | PA00089556            | monument historique classé                      | 1981-03-02         | 48° 24′ 16″ N, 2° 54′ 50″ O |       |
| fontaine de Rostrenen                                               | Rostrenen               | Côtes-d'Armor | PA00089572            | monument historique classé                      | 1909-03-15         | 48° 14′ 11″ N, 3° 19′ 06″ O |       |
| fontaine Saint-Elouan                                               | Saint-Guen Guerlédan    | Côtes-d'Armor | PA00089631 IA00003838 | monument historique inscrit                     | 1964-06-11         | 48° 12′ 24″ N, 2° 55′ 26″ O |       |
| fontaine Saint-Gonéry                                               | Plougrescant            | Côtes-d'Armor | PA00089483            | monument historique inscrit                     | 1926-01-20         | 48° 50′ 32″ N, 3° 13′ 50″ O |       |
| chapelle des Sept-Saints                                            | Le Vieux-Marché         | Côtes-d'Armor | PA00089748            | monument historique classé                      | 1956-03-24         | 48° 37′ 57″ N, 3° 25′ 26″ O |       |
| fontaine Saint-Efflam                                               | Plestin-les-Grèves      | Côtes-d'Armor | PA00089429            | monument historique inscrit                     | 1926-01-20         | 48° 40′ 14″ N, 3° 36′ 45″ O |       |
| fontaines, rue des Fontaines                                        | Saint-Gilles-Pligeaux   | Côtes-d'Armor | PA00089623            | monument historique classé                      | 1953-05-15         | 48° 22′ 45″ N, 3° 05′ 44″ O |       |
| fontaine du Daourit                                                 | Saint-Nicolas-du-Pélem  | Côtes-d'Armor | PA00089651            | monument historique inscrit                     | 1926-03-24         | 48° 18′ 56″ N, 3° 09′ 37″ O |       |
| fontaine de Locmeltro                                               | Guern                   | Morbihan      | PA00091252            | monument historique classé                      | 1976-02-24         | 48° 02′ 48″ N, 3° 08′ 44″ O |       |
| fontaine de Trescoët                                                | Caudan                  | Morbihan      | PA00091148            | monument historique inscrit                     | 1935-03-29         | 47° 50′ 20″ N, 3° 19′ 05″ O |       |
| fontaine Saint-Nicolas                                              | Malguénac               | Morbihan      | PA00091432            | monument historique inscrit                     | 1935-03-29         | 48° 04′ 51″ N, 3° 05′ 11″ O |       |
| fontaine et calvaire de Saint-Conval                                | Hanvec                  | Finistère     | PA00090002            | monument historique inscrit                     | 1956-05-02         | 48° 19′ 16″ N, 4° 05′ 29″ O |       |
| fontaine Saint-Colomban                                             | Carnac                  | Morbihan      | PA00091104            | monument historique classé site naturel classé  | 1978-02-01         | 47° 34′ 25″ N, 3° 05′ 29″ O |       |
| fontaine Saint-Cornély                                              | Carnac                  | Morbihan      | PA00091105            | monument historique inscrit                     | 1935-03-29         | 47° 35′ 01″ N, 3° 04′ 53″ O |       |
| fontaine de Burgo                                                   | Grand-Champ             | Morbihan      | PA00091216            | monument historique classé                      | 1942-02-21         | 47° 45′ 10″ N, 2° 48′ 36″ O |       |
| fontaine de Loperhet                                                | Grand-Champ             | Morbihan      | PA00091217            | monument historique inscrit                     | 1946-11-19         | 47° 47′ 54″ N, 2° 52′ 17″ O |       |
| fontaine Notre-Dame de Larmor-Plage                                 | Larmor-Plage            | Morbihan      | PA00091360            | monument historique inscrit site naturel classé | 1933-09-09         | 47° 42′ 19″ N, 3° 23′ 02″ O |       |
| fontaine Saint-Clair                                                | Limerzel                | Morbihan      | PA00091370            | monument historique inscrit                     | 1928-09-25         | 47° 39′ 07″ N, 2° 21′ 22″ O |       |
| fontaine Saint-Roch                                                 | Lanvaudan               | Morbihan      | PA00091351            | monument historique inscrit                     | 1933-06-30         | 47° 53′ 48″ N, 3° 16′ 09″ O |       |
| fontaine de Longueville                                             | Locmalo                 | Morbihan      | PA00091376            | monument historique inscrit                     | 1935-03-29         | 48° 03′ 15″ N, 3° 12′ 47″ O |       |
| fontaine Sainte-Anne du Guerno                                      | Le Guerno               | Morbihan      | PA00091256            | monument historique inscrit                     | 1925-10-06         | 47° 35′ 07″ N, 2° 24′ 22″ O |       |
| fontaine Sainte-Marie du Guerno                                     | Le Guerno               | Morbihan      | PA00091257            | monument historique inscrit                     | 1928-09-25         | 47° 35′ 17″ N, 2° 23′ 47″ O |       |
| fontaine de la Trinité-Bezver                                       | Langonnet               | Morbihan      | PA00091340            | monument historique inscrit                     | 1935-03-29         | 48° 09′ 45″ N, 3° 26′ 56″ O |       |
| fontaine de Rumengol                                                | Le Faou                 | Finistère     | PA00089927            | monument historique inscrit                     | 1926-10-18         | 48° 18′ 09″ N, 4° 08′ 51″ O |       |
| fontaine Notre-Dame-du-Roncier                                      | Josselin                | Morbihan      | PA00091314            | monument historique inscrit                     | 1928-09-25         | 47° 57′ 12″ N, 2° 32′ 35″ O |       |
| fontaine de Kergornet                                               | Merlevenez              | Morbihan      | PA00091443            | monument historique inscrit                     | 1933-06-06         | 47° 43′ 59″ N, 3° 14′ 15″ O |       |
| fontaine de Saint-Mériadec                                          | Pontivy                 | Morbihan      | PA00091574            | monument historique inscrit                     | 1928-09-25         | 48° 05′ 11″ N, 2° 59′ 42″ O |       |
| fontaine de Saint-Brieuc                                            | Cruguel                 | Morbihan      | PA00091175            | monument historique inscrit                     | 1935-03-29         | 47° 52′ 45″ N, 2° 35′ 45″ O |       |
| fontaine Saint-Adrien                                               | Saint-Barthélemy        | Morbihan      | PA00091666            | monument historique classé                      | 1928-10-05         | 47° 54′ 44″ N, 3° 04′ 33″ O |       |
| fontaine Notre Dame de la Fosse                                     | La Chapelle-Neuve       | Morbihan      | PA00091155            | monument historique inscrit                     | 1928-09-23         | 47° 51′ 52″ N, 2° 56′ 31″ O |       |
| fontaine Saint-Bertin                                               | Guillac                 | Morbihan      | PA00091267            | monument historique inscrit                     | 1929-02-13         | 47° 54′ 34″ N, 2° 28′ 46″ O |       |
| fontaine Saint-Colomban                                             | Locminé                 | Morbihan      | PA00091396            | monument historique inscrit                     | 1933-05-08         | 47° 53′ 21″ N, 2° 50′ 13″ O |       |
| fontaine Sainte-Anne de Buléon                                      | Buléon                  | Morbihan      | PA00091064            | monument historique inscrit                     | 1934-03-20         | 47° 54′ 35″ N, 2° 39′ 58″ O |       |
| fontaine de Saint-Bieuzy                                            | Bieuzy Pluméliau-Bieuzy | Morbihan      | PA00091036            | monument historique inscrit                     | 1928-02-25         | 47° 58′ 55″ N, 3° 03′ 56″ O |       |
| fontaine du bourg de Sainte-Hélène                                  | Sainte-Hélène           | Morbihan      | PA00091683            | monument historique inscrit                     | 1935-03-29         | 47° 43′ 11″ N, 3° 12′ 13″ O |       |
| fontaine Saint-Clair                                                | Réguiny                 | Morbihan      | PA00091633            | monument historique inscrit                     | 1944-02-24         | 47° 58′ 54″ N, 2° 45′ 20″ O |       |
| fontaine de la Gloire                                               | Saint-Pol-de-Léon       | Finistère     | PA00090428            | monument historique classé                      | 1909-04-08         | 48° 41′ 03″ N, 3° 59′ 17″ O |       |
| fontaine Notre-Dame-des-Vertus                                      | Berric                  | Morbihan      | PA00091033            | monument historique classé                      | 1964-07-03         | 47° 38′ 40″ N, 2° 30′ 52″ O |       |
| fontaine Saint-Armel                                                | Ploërmel                | Morbihan      | PA00091507            | monument historique inscrit                     | 1948-02-10         | 47° 55′ 00″ N, 2° 24′ 06″ O |       |
| fontaine Saint-Éloi de Bignan                                       | Bignan                  | Morbihan      | PA00091045            | monument historique inscrit                     | 1944-10-18         | 47° 52′ 27″ N, 2° 48′ 53″ O |       |
| fontaine Sainte-Julitte                                             | Ambon                   | Morbihan      | PA00090978            | monument historique inscrit                     | 1934-03-20         | 47° 35′ 22″ N, 2° 33′ 14″ O |       |
| fontaine de Bréhardec                                               | Questembert             | Morbihan      | PA00091600            | monument historique inscrit                     | 1928-09-25         | 47° 38′ 08″ N, 2° 24′ 02″ O |       |
| fontaine Saint-Servais                                              | La Trinité-Surzur       | Morbihan      | PA00091771 IA00114467 | monument historique inscrit                     | 1935-03-29         | 47° 36′ 17″ N, 2° 35′ 44″ O |       |
| fontaine du Saint                                                   | La Vraie-Croix          | Morbihan      | PA00091808            | monument historique inscrit                     | 1929-01-15         | 47° 41′ 20″ N, 2° 32′ 23″ O |       |
| fontaine des Récollets de Port-Louis                                | Port-Louis              | Morbihan      | PA00091586            | monument historique inscrit                     | 1946-11-19         | 47° 42′ 21″ N, 3° 21′ 24″ O |       |
| fontaine Saint Servais de Saint-Servant                             | Saint-Servant           | Morbihan      | PA00091719            | monument historique inscrit                     | 1929-02-16         | 47° 54′ 55″ N, 2° 30′ 49″ O |       |
| fontaine de Saint-Thivisiau                                         | Landivisiau             | Finistère     | PA00090044            | monument historique classé                      | 1914-02-21         | 48° 30′ 37″ N, 4° 04′ 22″ O |       |
| fontaine de Saint-Jean-du-Poteau                                    | Plumelin                | Morbihan      | PA00091551            | monument historique inscrit                     | 1934-03-20         | 47° 53′ 47″ N, 2° 54′ 40″ O |       |
| fontaine de la Clarté                                               | Baud                    | Morbihan      | PA00091020            | monument historique inscrit                     | 1925-05-12         | 47° 52′ 34″ N, 3° 00′ 56″ O |       |
| fontaine Saint-Jean-Baptiste de Gorvello                            | Sulniac                 | Morbihan      | PA00091748            | monument historique inscrit                     | 1946-06-11         | 47° 38′ 22″ N, 2° 35′ 47″ O |       |
| fontaine Saint-Fiacre                                               | Radenac                 | Morbihan      | PA00091630            | monument historique inscrit                     | 1933-05-01         | 47° 57′ 47″ N, 2° 43′ 25″ O |       |
| fontaine Sainte-Julitte                                             | Évellys                 | Morbihan      | PA00091635            | monument historique inscrit                     | 1934-03-20         | 47° 55′ 59″ N, 2° 53′ 59″ O |       |
| fontaine et calvaire du Drennec                                     | Clohars-Fouesnant       | Finistère     | PA00089884            | monument historique classé                      | 1914-03-27         | 47° 54′ 34″ N, 4° 04′ 19″ O |       |
| calvaire-fontaine d'Ivrillac                                        | Irvillac                | Finistère     | PA00090012            | monument historique classé                      | 1976-11-02         | 48° 21′ 34″ N, 4° 11′ 11″ O |       |